# Giraffa pygmaea
Giraffa pygmaea — викопний вид жирафів з Африки, який жив у пліоцені та який вимер у плейстоцені приблизно 0,781 мільйона років тому.